# Võ Thanh Tùng
Võ Thanh Tùng (26 de julio de 1985) es un deportista vietnamita que compitió en natación adaptada. Ganó una medalla de plata en los Juegos Paralímpicos de Río de Janeiro 2016 en la prueba de 50 m libre (clase S5).

## Palmarés internacional
| Juegos Paralímpicos | Juegos Paralímpicos     | Juegos Paralímpicos | Juegos Paralímpicos |
| Año                 | Lugar                   | Medalla             | Prueba              |
| ------------------- | ----------------------- | ------------------- | ------------------- |
| 2016                | Río de Janeiro (Brasil) | Medalla de plata    | 50 m libre S5       |